# Говоры (Полтавская область)
Го́воры (укр. Говори) — село, Ракитянский сельский совет, Великобагачанский район, Полтавская область, Украина.
Код КОАТУУ — 5320284704. Население по переписи 2001 года составляло 140 человек.

## Географическое положение
Село Говоры находится на расстоянии до 1,5 км от сёл Андрущино, Малинщина и Ракита. По селу протекает пересыхающий ручей с запрудами.